# Цигаль Володимир Юхимович
Володи́мир Юхи́мович Цига́ль (* 17 вересня (30 вересня за новим стилем) 1917, Одеса — 4 липня 2013, Москва) — скульптор. Народний художник СРСР (1978). Член-кореспондент (від 1964 року), дійсний член (від 1978 року) Академії мистецтв СРСР.

## Біографічні відомості
1948 року закінчив скульптурний факультет Московського художнього інституту імені Сурикова.

### Сім'я
- Дружина Єлизавета Василівна Ігнацька (1924) — науковий працівник музею, нині на пенсії.
- Син Олександр (1948) — скульптор.
- Донька Тетяна (1951) — живописець.
- Внучка Марія Цигаль (донька Олександра Цигаля) — модельєр.

## Премії та нагороди
- 1950 — Сталінська премія.
- 1966 — Державна премія РРФСР.
- 1984 — Ленінська премія.
- 1985 — орден Вітчизняної війни другого ступеня.
- 1987 — орден Трудового Червоного Прапора.